# Ходжа Сала
Ходжа́ Сала́ (крим. Qoca Sala) — село в Україні, в Бахчисарайському районі Автономної Республіки Крим. Підпорядковане Красномацькій сільській раді. Розміщене у південній частині району. Село відроджене у 1990 році.

## Географія села
Розташоване в долині Джан-Дере, яка виходить з Каралезької долини біля підніжжя відомого кримського печерного міста Мангуп. Неподалік від села (в межах 3 км) старовинне місто Ескі-Кермен, залишки замку Киз-Куле печерних монастирів Шулдан і Чилтер-Мармара, Сюйренська фортеця з печерним монастирем Челтер-Коба, середньовічні храми Донаторів і Храм Трьох Вершників. Поблизу села шосе з Каралезької долини до долини р. Чорна і далі до Севастополя (близько 20 км). Відстань до Бахчисарая овід села близько 20 км. Найближча залізнична станція — Сирень, приблизно за 16 км.

## Населення
За переписом населення України 2001 року в селі мешкали 73 особи.

### Мова
Розподіл населення за рідною мовою за даними перепису 2001 року:
| Мова              | Відсоток |
| ----------------- | -------- |
| кримськотатарська | 64,38 %  |
| російська         | 34,25 %  |
| українська        | 1,37 %   |